# Río Ljusnan
El río Ljusnan (en sueco: 'Ljusnan' y en nórdico antiguo, Lusn, que significa, «luz») es un río europeo que discurre por el norte de Suecia y desemboca en el golfo de Botnia. Tiene una longitud aproximada de 440 km y drena una cuenca de 19 828 km² (similar al tamaño de países como Eslovenia o Kuwait).

## Geografía
El río nace en el noroeste de Härjedalen, en los Alpes escandinavos, cerca de la frontera sueco-noruega. Discurre en dirección oeste-suroeste, a través de la provincia de Jämtland. Luego entra en la provincia de Gävleborg y desagua en el golfo de Botnia algo al norte de la ciudad de Gävle. Atraviesa las localidades de Sveg (2633 hab. en 2005), Ljusdal (6100 hab. en 2005) y Bollnäs (12 726 hab. en 2000). El río es utilizado para transportar madera flotando.
El río Ljusnan es uno de los grandes ríos de Norrland, en el norte de Suecia, que está afectado por la construcción de centrales de energía hidroeléctrica, con un total de 18 en su curso que produjeron 4,5 TWh en el año 2001.
Su principal afluente es el río Voxnan (190 km).

## Galería

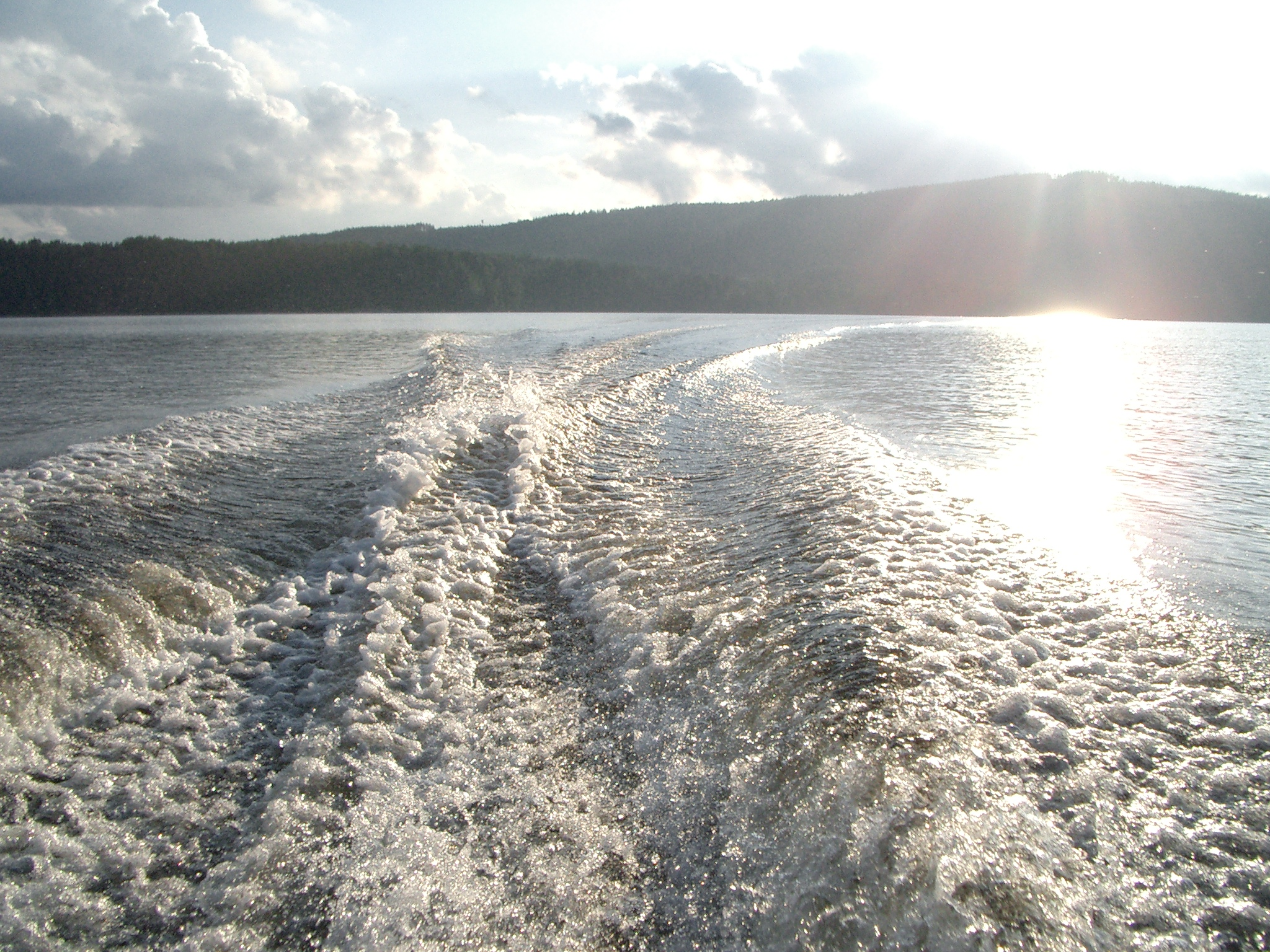
El río Ljusnan visto desde un fueraborda entre  Arbrå y Vallsta
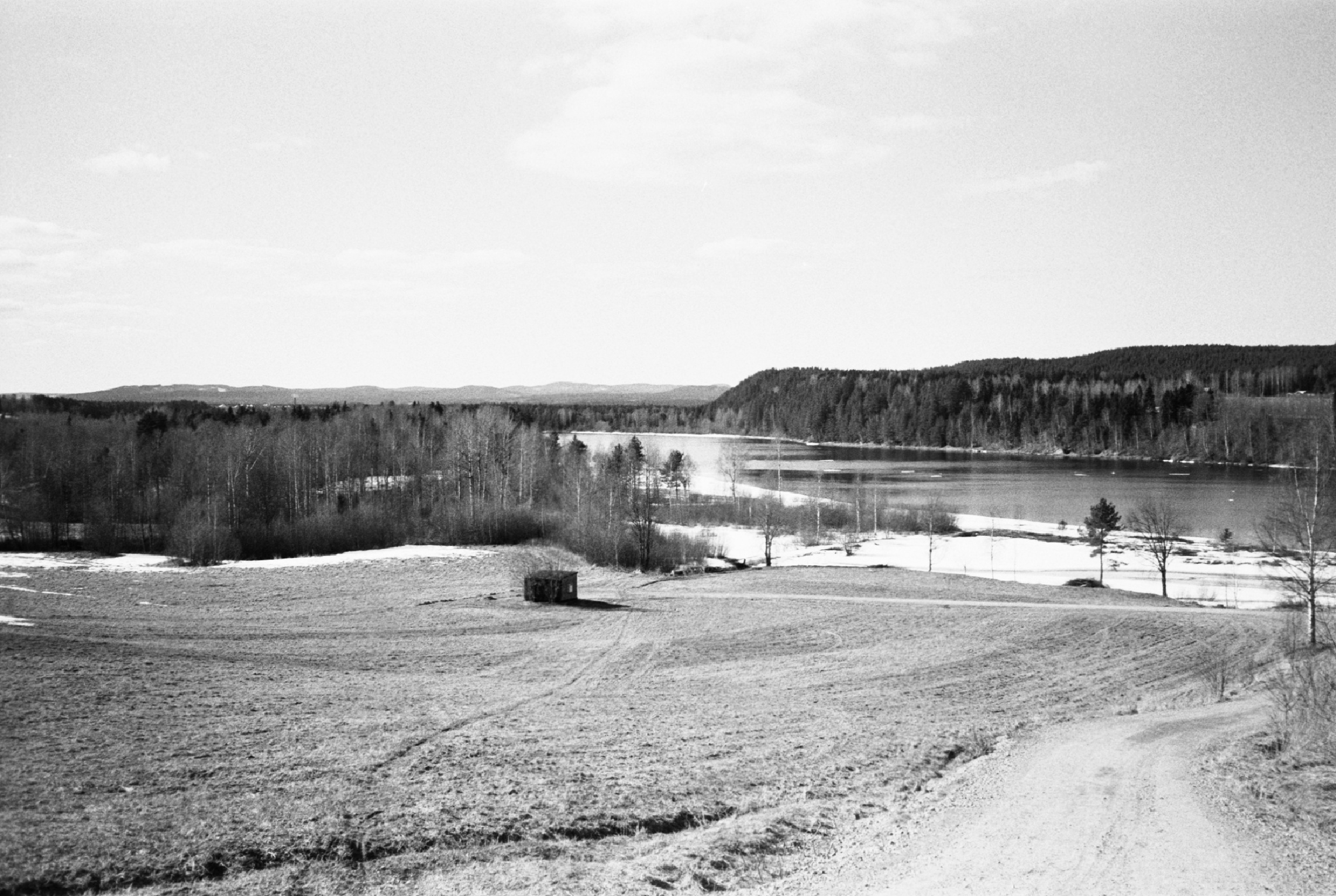
El río Ljusnan visto desde Färila.